# Omni-Man
Omni-Man, il cui vero nome è Nolan Grayson, è un personaggio dei fumetti statunitensi pubblicati da Image Comics, creato dallo scrittore Robert Kirkman e dal disegnatore Cory Walker. La sua vera apparizione avviene nell'anno 2003, sull'albo Invincible n. 1. Omni-Man è il padre di Invincible e membro della razza aliena Viltrumita, impegnato come supereroe sulla Terra che in realtà vuole annettere all'impero di Viltrum.

## Storia editoriale
La prima menzione di Omni-Man avviene in un fumetto di Alan Moore nel 1996, ma viene presentato da Kirkman solo nella sua serie fumettistica Invincible nel 2003 (terminata nel 2018) presentato come un uomo alto e muscoloso con capelli brizzolati e i baffi neri.

## Biografia del personaggio

### Invincible
Negli anni 80, Omni-Man, membro della razza aliena dei viltrumiti, arriva sulla Terra e nasconde la sua identità sotto il falso nome di Nolan Grayson, autore di bestseller. Omni-Man sposa una donna di nome Debbie alla quale aveva salvato la vita e con lei dà alla luce Mark Grayson. Successivamente Nolan attira nello Utah i più potenti supereroi del pianeta, i Guardiani del Globo, che uccide tutti eccetto uno, Immortal, resuscitato dai gemelli criminali Mauler nel tentativo di controllarlo per i propri scopi. Ricordando il tradimento di Omni-Man, Immortal lo rintraccia e lo combatte pubblicamente, venendo nuovamente ucciso. Dopo la lotta, Omni-Man rivela al figlio la verità, ovvero che non è venuto per portare la pace sulla Terra e per combattere le altre razze aliene, aiutando il mondo a progredire, ma per conquistare la Terra per l'Impero Viltrumita. Poco dopo, in un altro scontro, Omni-Man picchia brutalmente suo figlio Mark fino a fargli perdere conoscenza, per poi scappare dal pianeta.
Come alternativa alla Terra, Omni-Man trova un altro pianeta da conquistare, popolato da una razza insettoide che vive in media solo 9 mesi terrestri. Lì, sposa Andressa e genera un altro figlio, Oliver, che però nasce con varie differenze sia dal genoma della madre sia da quello di suo padre. Invecchia infatti molto più lentamente di Andressa ma più velocemente di Omni-Man, divenuto nel frattempo sovrano del pianeta.
Il fallimento sulla Terra, però, fa arrabbiare i potenti dell'Impero Viltrumita, i quali sconfiggono e catturano Omni-Man, mentre sulla Terra Mark si rende conto che i libri che scriveva suo padre erano in realtà le sue esperienze vissute in prima persona, le sue missioni per impedire che qualcuno potesse minacciare il suo pianeta. Poco prima dell'esecuzione, Omni-Man viene salvato da Allen l'alieno, con il quale diventa amico e alleato. Omni-Man decide di schierarsi contro l'Impero Viltrumita, del quale viene rivelato rimangono solamente cinquanta individui purosangue e quindi la razza di Nolan è a rischio estinzione. Viaggiando nella galassia, Omni-Man e Allen raccolgono varie armi che danno vantaggio sull'Impero Viltrumita, per poi tornare sulla Terra e per recuperare Mark e Oliver. Vengono attaccati dal Viltrumita Conquest, nemico di Invincible, che riesce a ferirlo gravemente prima di venire ucciso. Mentre Mark guarisce, Omni-Man lega con Oliver, al quale non è stato molto vicino in passato.
Nella battaglia finale della guerra, la coalizione anti-viltrumita vince, distruggendo il pianeta dei Viltrumiti e disperdendone gli individui, ma non prima che il reggente Thragg sia riuscito a ferire gravemente Nolan. Thragg riuscirà poi a trasferire vari membri della razza Viltrumita sulla Terra per ricostruire segretamente l'impero. Omni-Man, Oliver e Mark lo scoprono e vanno sulla Terra, dove Thragg apprende che Nolan discende dall'ex-imperatore Viltrumita morto da anni ed è quindi l'erede al trono. Thragg dunque combatte e vince su Omni-Man, ma i suoi seguaci riconoscono l'autorità di Nolan e si schierano al suo fianco, costringendo Thragg a fuggire dalla Terra. Omni-Man viene dunque incoronato nuovo re, notando come la sua razza sia migliorata. Successivamente, Nolan scopre che Anissa ha violentato Mark ed è rattristato per la morte di Oliver. Nello scontro finale tra i Viltrumiti e l'esercito di figli di Thragg, Nolan viene ucciso da Thragg. Nelle sue ultime parole a Mark, lo nomina suo successore come imperatore dei Viltrumiti. Anni dopo, il nipote Marky visita la tomba di Omni-Man, giurando che avrebbe onorato il suo nome.

### Dinamo 5
Omni-Man (insieme a Captain Dynamo, Supreme e Savage Dragon) sconfigge Dominex in combattimento trent'anni prima degli eventi della serie, in cui i tre figli di Dominex cercano di riconquistare l'onore della loro famiglia (dopo il loro padre era stato risparmiato dall'esecuzione e lo aveva rimandato sul suo pianeta natale per la vergogna) combattendo Invincible e Dynamo 5.

## Poteri e abilità
Omni-Man è tra i Viltrumiti più potenti mai esistiti ed è uno degli esseri più potenti dell'intero universo. Ha una forza quasi impareggiabile, in grado di sollevare pesi immensi senza sforzo, di squarciare qualsiasi materia e di diventare più forte più lotta e più invecchia. Praticamente invulnerabile, è immune a qualsiasi tipo di malattia e può curare qualsiasi suo danno, tranne i più gravi al cuore e al cervello, in pochi minuti. Ha una resistenza infinita, capace di sopportare danni senza battere ciglio e di prolungare i suoi sforzi anche per lunghissimi periodi di tempo. Può volare ed è capace di trattenere il respiro per mesi e dunque di poter viaggiare nello spazio interstellare senza protezione. Omni-Man è dotato di grande longevità, infatti nella serie di fumetti ha duemila anni e non dà segni di vecchiaia di nessun tipo. Il suo genoma è cosi potente che rende i suoi figli praticamente del tutto Viltrumiti.

## Altri media

### Televisione
Omni-Man appare nella serie televisiva Invincible, doppiato da J. K. Simmons il quale ha ottenuto giudizi positivi, il personaggio ha inoltre generato molti meme su Internet.

### Videogiochi
Omni-Man appare come personaggio DLC in Mortal Kombat 1 nel "Kombat Pack 1". Nel suo finale, Omni-Man viene rapito dal titano Shang Tsung (poco prima del suo scontro con Invincible) per metterlo contro il titano Liu Kang. Dapprima Omni-Man accetta l'alleanza ma dopo aver ucciso Liu Kang, uccide anche Shang Tsung strappandogli il cuore dal petto, rivelandosi fedele solo alla sua razza. Successivamente conquista tutti i regni per poi fare ritorno alla sua linea temporale, dove lo attende lo scontro con suo figlio.

### Altri
Omni-Man appare nell'episodio Death Battle "Omni-Man VS Homelander", in cui combatte il supereroe Patriota della serie tv The Boys, uccidendolo facendogli esplodere la testa dopo un violento scontro.

## Accoglienza
Omni-Man si è piazzato al 93º posto nella classifica di IGN come uno dei più grandi cattivi dell'universo fumettistico di tutti i tempi. Il suo personaggio è stato paragonato a Superman, Vegeta e Patriota.